# 笠木泉
笠木 泉（かさぎ いづみ、1976年1月4日 - ）は、日本の女優、声優、劇作家。福島県いわき市出身。エースエージェント所属。

## 人物
- 東京都立小石川高等学校、日本女子大学人間社会学部文化学科卒業[1]。大学在学中より、宮沢章夫主宰の遊園地再生事業団の公演に多く出演している。声優活動や客演活動も多い。
- 2007年、劇団、本谷有希子『ファイナルファンタジックスーパーノーフラット』で上半期の読売演劇大賞女優賞の最終選考に選ばれる。
- 2018年、戯曲「家の鍵」で第6回せんだい短編戯曲賞最終選考に選ばれる。
- 2022年、戯曲「モスクワの海」で第66回岸田國士戯曲賞候補に選ばれる。
- 2025年、戯曲「海まで100年」で第69回岸田國士戯曲賞を受賞[2]。

## 出演

### 映画
- クロイツェル（2001年）
- サマーリミックス（2002年）
- 新しい予感（2002年）
- 亀虫（2003年）
- 2話（2004年）
- catch ball withニコル（2005年）
- 聖歌隊物語（2005年）
- take me out of the planet 僕は宇宙人（2005年）
- 夜の話（2006年）
- パビリオン山椒魚（2006年）
- 最後の怪獣（2007年）
- シャーリーの好色人生と転落人生（2009年）
- パンドラの匣（2009年）- 孔雀 役
- ゴールデンスランバー（2010年）-カー用品の女店員 役
- 踊る大捜査線 THE FINAL 新たなる希望（2012年） - 山路史子 役
- 残穢（2016年） - 屋嶋さん（屋嶋朋美）役

### テレビドラマ
- ギルティ 悪魔と契約した女 第3話（2010年10月26日、関西テレビ） - 松永陽子 役
- 名前をなくした女神（2011年4月 - 6月、フジテレビ） - 木島弥生 役
- クレオパトラな女たち 第2話（2012年4月25日、日本テレビ） - 小杉文乃 役
- 非公認戦隊アキバレンジャー 第5話（2012年、5月4日、BS朝日）
- GTO 第5話（2012年7月31日、フジテレビ） - 堂島宏美 役
- 宮部みゆきミステリー パーフェクト・ブルー 第5話（2012年11月5日、TBS） - 松井千鶴 役
- 月曜ゴールデン・松本清張没後20年スペシャル・寒流（2013年1月14日、TBS） - 矢島 役
- あまちゃん 第22回（2013年4月25日、NHK）
- 都市伝説の女 Part2 第1話（2013年10月11日、テレビ朝日） - 大宮富子 役
- S -最後の警官- 第8話（2014年3月2日、TBS） - 池内今日子 役
- 金曜プレステージ・警部補・佐々木丈太郎7（2014年6月20日、フジテレビ） - 森山江里子 役
- 赤と黒のゲキジョー・瀬在丸紅子の事件簿〜黒猫の三角〜（2015年2月6日、フジテレビ）- 家政婦・酒本 役
- DOCTORS 3〜最強の名医〜 第7話（2015年2月19日、テレビ朝日） - 安藤睦月 役
- 警視庁捜査一課9係 season10 第3話（2015年5月6日、テレビ朝日） - 速水紀香 役
- デザイナーベイビー 第1話・第2話・第3話（2015年9月22日・29日・10月6日、NHK）
- 孤独のグルメ Season5 第8話（2015年11月21日、テレビ東京）- 女性店員 役
- 土曜ワイド劇場・終着駅の牛尾刑事VS事件記者・冴子15（2016年1月9日、テレビ朝日）- 美穂の元同僚デザイナー 役
- ドクター調査班〜医療事故の闇を暴け〜（2016年） - 麻木直子 役
- 家政夫のミタゾノ第1シリーズ最終話（2016年12月9日、テレビ朝日） - 中林 役
- 民衆の敵〜世の中、おかしくないですか!?〜 第3話（2017年11月6日、フジテレビ）
- BG〜身辺警護人〜（2018年） - デパートの靴売り場の店長 役
- 特捜9（2018年） ‐ 富岡貴子 役

### 舞台作品
- シティボーイズミックス PRESENTS『西瓜割の棒、あなたたちの春に、桜の下ではじめる準備を』（2013年）
- 食む派 新作公演『ファミリーレストランの肖像』（2024年）[3]
- はえぎわ25周年本公演『幸子というんだほんとはね』（2025年）[4]

### OVA
- ピューと吹く!ジャガー（白川高菜）
- フリクリ（サメジマ・マミ美）

### 劇場アニメ
- ピューと吹く!ジャガー〜いま、吹きにゆきます〜（白川高菜）

### CDドラマ
- ピューと吹く!ジャガー（白川高菜）